# René Antoine Ferchault de Réaumur
René-Antoine Ferchault de Réaumur (La Rochelle, 28. veljače 1683. - Bermondière, 17. listopada 1757.) bio je francuski znanstvenik, polihistor, koji je dao veliki doprinos mnogim znanostima, a posebno entomologiji (nauci o kukcima).

## Životopis
Réaumur je rođen u poznatoj obitelji La Rochelle. Školovao se u Parizu, izučavao je filozofiju kod Isusovaca u Poitiersu, te je 1699. otišao u Bourges radi studiranja građanskog prava i matematike. 1703. se vraća u Pariz, gdje nastavlja studij matematike i fizike, a u 24. godini života biva nominiran za člana francuske Akademije znanosti. Od tada, narednih gotovo pola stoljeća nije prošla nijedna godina a da nisu izdani Memoari Akademije bez njegovog objavljenog članka.
Njegov doprinos znanosti je vrlo teško precizirati. Izdavajaju se, među ostalima, njegova otkrića u vezi proizvodnje željeza i čelika, otkrića u meteorologiji (izmislio je termometarsku ljestvicu koja i danas nosi njegovo ime), a bavio se istraživanjima i u područjima botanike, zoologije (smatra se osnivačem etologije), geologije i drugih ynanosti. Također je značajan njegov doprinos medicini. Otkrio je funkcije želučanih sokova. No, poznat je i po teoriji kako hranu probavlja trbušni zid koji je zapravo nešto poput pećnice u kojoj se namirnice usitnjavaju i razgrađuju.